# Порстманн, Вальтер
Вальтер Порстманн (8 Марта 1886, Гайерсдорф — 24 июня 1959, Берлин) — немецкий инженер, математик и теоретик стандартизации. Основоположник немецкого, а ныне международного формата бумаги.

## Жизнь
Вальтер Порстманн учился в университетах Эрлангена, Киля и Лейпцига и сдал государственный экзамен по предметам математика, физика и прикладная математика.
С 1912 по 1914 он был помощником Вильгельма Оствальда. Оствальд написал труд "Die Brücke" и для него была разработан размер бумаги с соотношением сторон {\displaystyle 1:{\sqrt {2}}}.
В 1915 г. Порстманн работал техническим писателем и его призвали в армию во время Первой мировой войны в качестве метеоролога на западном фронте. В 1917 году он опубликовал свою книгу "Normenlehre", которая привлекла внимание Вальдемара Хелльмиха, первого руководителя Немецкого института стандартизации (DIN). В 1918 году он написал свою докторскую диссертацию на тему "Untersuchungen über Aufbau und Zusammenschluss der Maßsysteme". Позже работал в Мариендорфе и сдал экзамен на доктора по специальностям теория функций, термодинамика и метеорология.
В 1920 г. Порстманн на основе своих работ 1917 г. создал комитет стандартов немецкой промышленности, ставший предшественником Немецкого института стандартизации. 18 августа 1922 года он опубликовал стандарт DIN 476, который так и назвал: „форматы бумаги“. Порстманн связал "мировой формат" с метрической системой: формат "A0" имеет площадь в один квадратный метр. Он также добавил чуть больший формат, так называемую серию C для почтовых конвертов. 
Портсманн был лидером внедрения нового стандарта в практику государственного сектора. Вскоре после выхода стандарта в августе 1922 года, районный отдел г. Вунзидель впервые начал использовать стандартизированную бумагу серии A.
Вальтер Порстманн был в Германии первым сторонником написания всех существительных с маленькой буквы в первую очередь по экономическим причинам. Он разработал также концепцию нового фонетического алфавита.
В 1944 году Порстманн был награжден почетным кольцом DIN. Он является автором 16 книг, сотни сочинений, докладов и рецензий на книги.
Порстманн похоронен на кладбище Lankwitz в Берлине (C III-300). В 1987 году гробница была признана Сенатской канцелярией Берлина почётным захоронением, однако в 2009 году этот статус не был продлен.
В 1975 году  разработка Порстманна внесена в международный стандарт ISO 216, а также DIN 476. Формат A4, созданный Порстманном, используется во всём мире, и только США и Канада измеряют бумагу по-прежнему в дюймах.

## Публикации
- Normenlehre (1917)
- Aufbau und Zusammenschluss der Maßsysteme (Dissertation, 1918)
- Sprache und Schrift (1920)